# Mille par heure
« mph » redirige ici. Pour les autres significations, voir MPH.

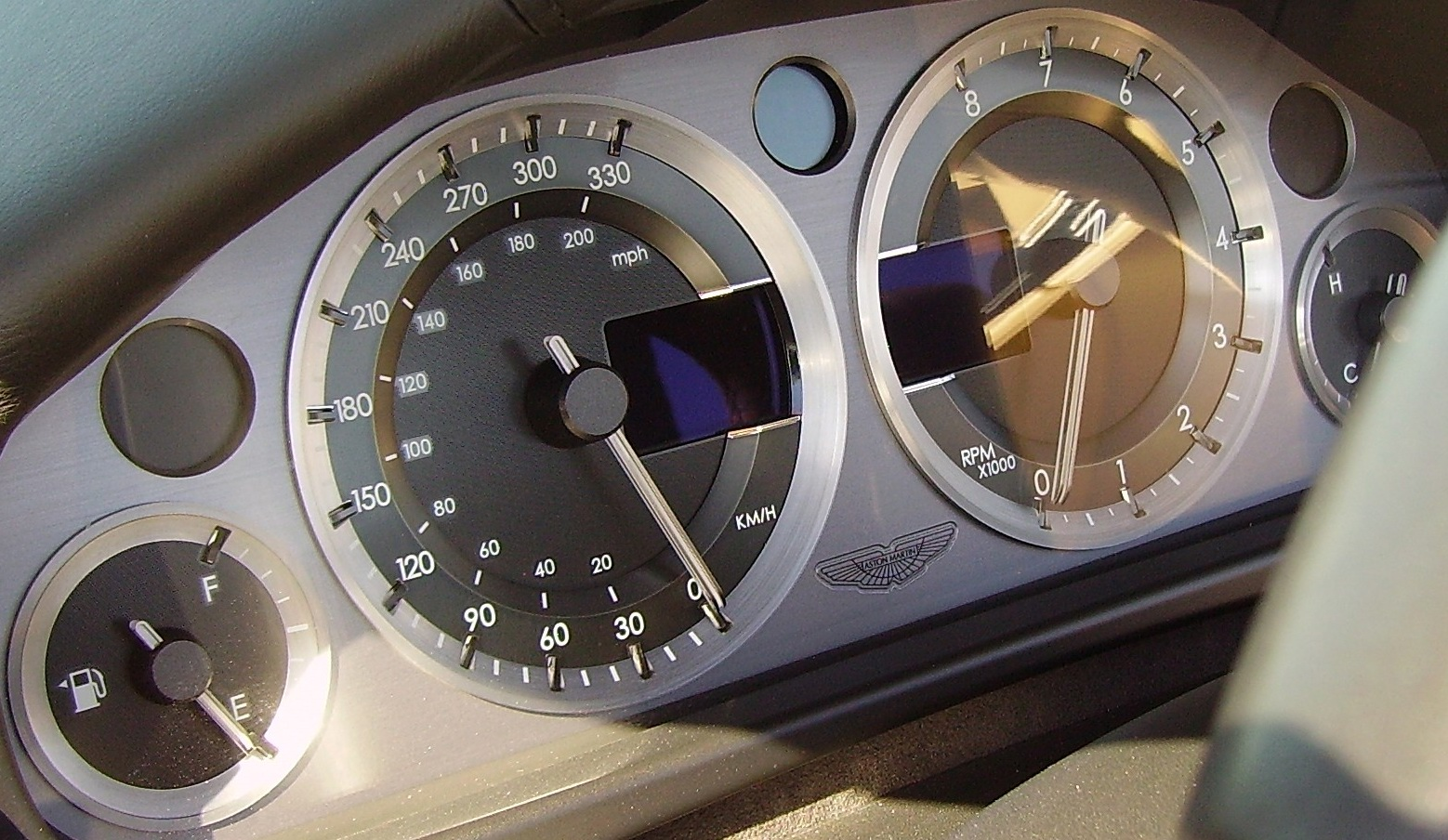
Indicateur de vitesse automobile à double graduation (km/h et mph).

Le mille par heure, abrégé mi/h, désigne une unité anglo-saxonne de vitesse de 1 609,344 mètres par heure. Elle est encore utilisée comme unité de mesure de la vitesse sur route dans certains pays, comme les États-Unis ou le Royaume-Uni.

## Utilisation

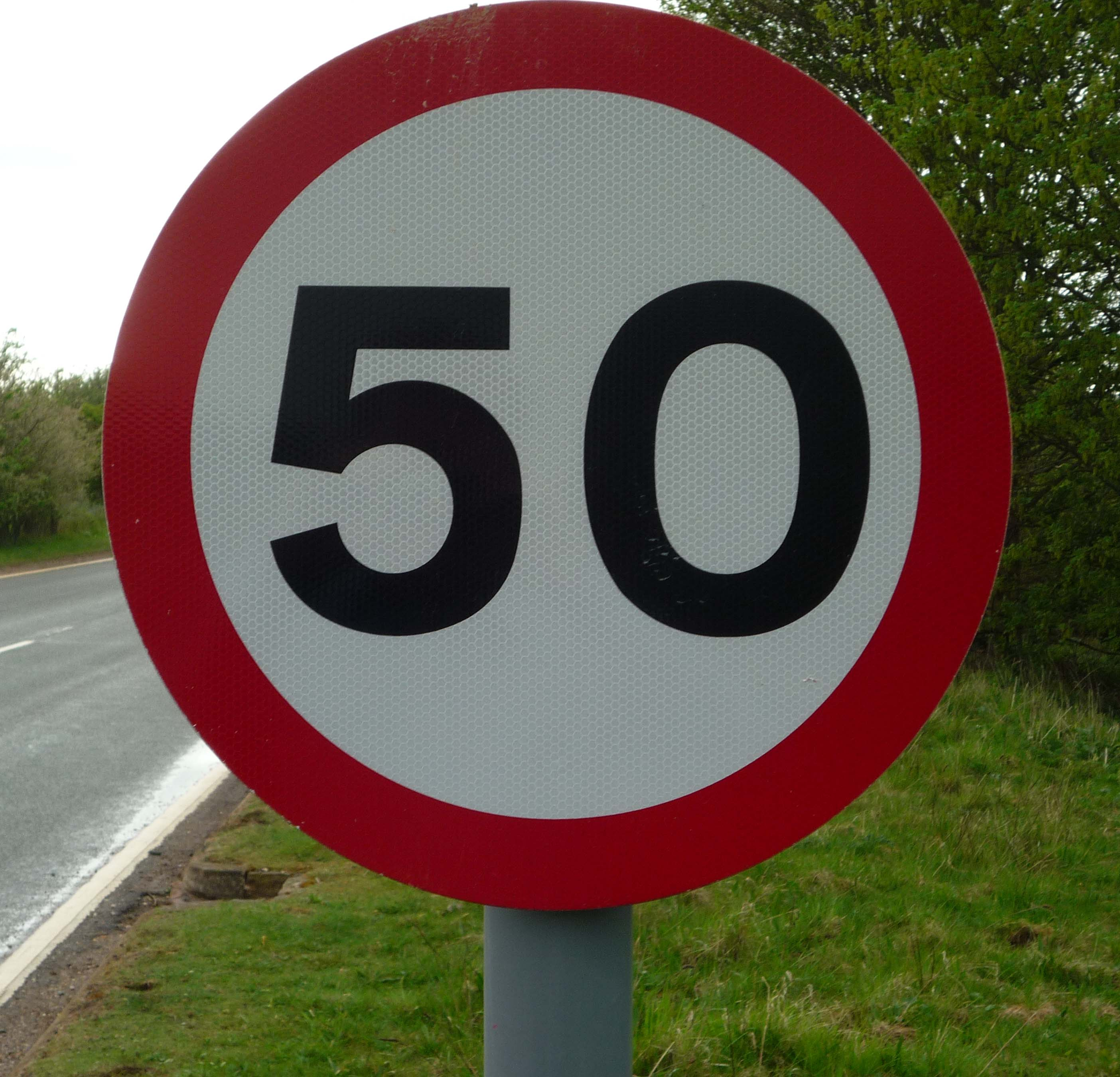
Panneau de limitation de vitesse à 50 mph au Royaume-Uni.

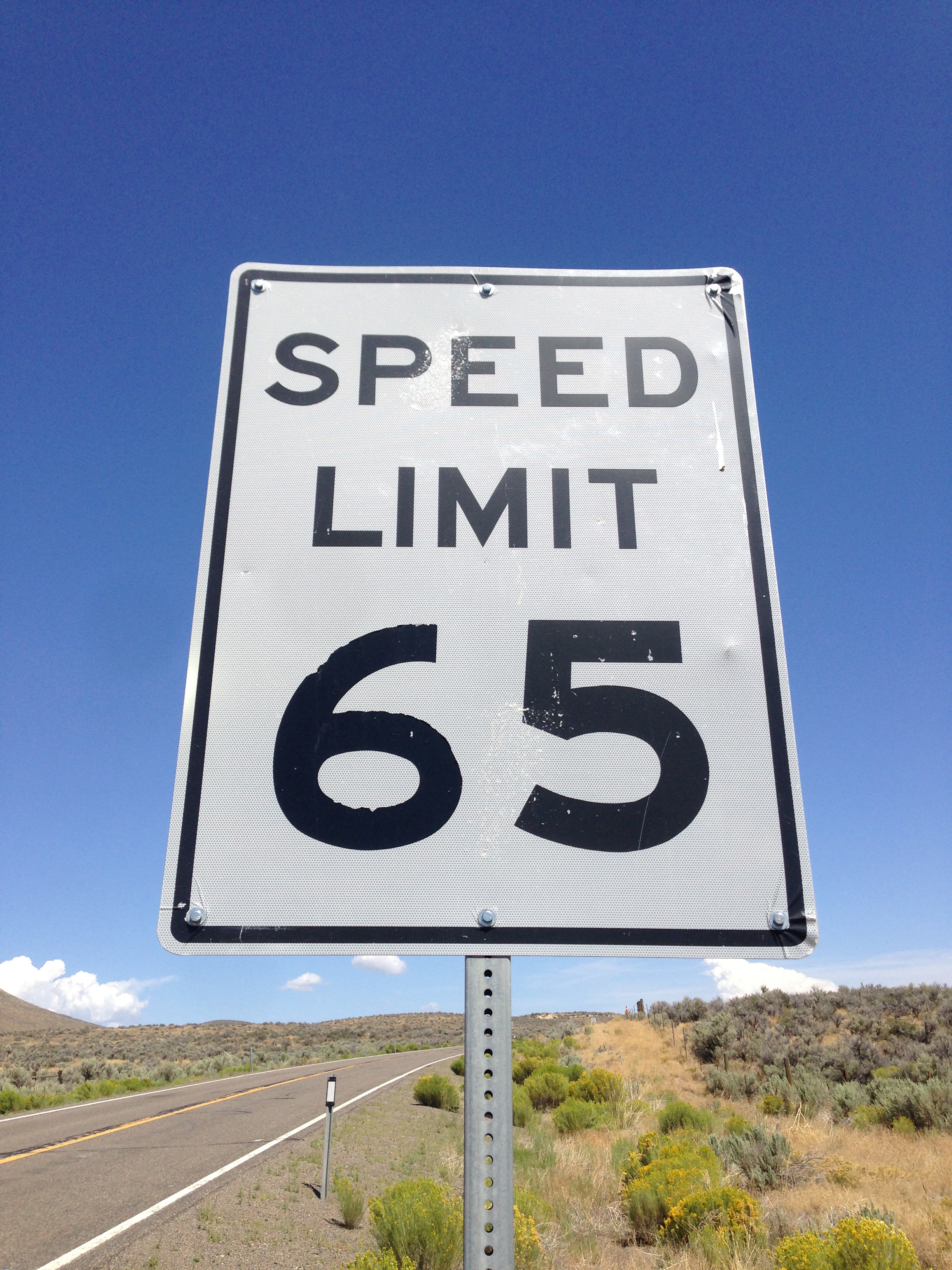
Panneau de limitation de vitesse à 65 mph aux États-Unis.

Les vitesses maximales autorisées sur la route sur les panneaux de signalisation routière dans le monde:
Kilomètre par heure (km/h)
Mille par heure (mph)
Les deux
Aucun

### Circulation routière
Les limites de vitesse et les vitesses de circulation routière sont données en milles par heure dans les juridictions suivantes :
- Antigua-et-Barbuda
- Bahamas
- Belize
- Dominique
- États-Unis
- Dans les dépendances américaines d'outre-mer suivantes :
  - États fédérés de Micronésie
  - Guam
  - Îles Mariannes du Nord
  - Îles Marshall
  - Îles Vierges des États-Unis
  - Palaos
  - Porto Rico
  - Samoa américaines
- Liberia (occasionnellement)
- Royaume-Uni
- Dans les territoires britanniques d'outre-mer suivants :
  - Îles Caïmans
  - Îles Malouines
  - Îles Turques-et-Caïques
  - Îles Vierges britanniques
  - Sainte-Hélène, Ascension et Tristan da Cunha
- Dans les dépendances de la Couronne :
  - Guernesey
  - Île de Man
  - Jersey
- Saint-Christophe-et-Niévès
- Sainte-Lucie
- Saint-Vincent-et-les-Grenadines
- Samoa (ainsi qu'en kilomètres par heure)

### Réseaux ferroviaires
Le mille par heure est l'unité également utilisée dans le système ferroviaire canadien, qui utilise le km/h sur les routes.

## Équivalences
1 mph égale :
- 0,447 04 m/s, l'unité dérivée du SI ;
- 1,609 344 km/h ;
- 22/15 ≈ 1,466 7 ft/s.

## Usage nautique et aéronautique
Les applications nautiques et aéronautiques autorises le nœud comme unité de vitesse . (Un nœud correspond à un mille marin par heure, un mille marin correspond à 1 852 mètres environ à 6 076 pieds.)